# Pyramid Song
Pyramid Song is een nummer van de Engelse band Radiohead. Het was de eerste single van hun album Amnesiac en de eerste single in meer dan drie jaar tijd, nadat er geen waren uitgebracht voor hun vorige album Kid A.
"Pyramid Song" is uitgebracht in de meeste delen van de wereld, behalve de Verenigde Staten (waar "I Might Be Wrong" de eerste single voor alleen de radio was). Vooral in het Verenigd Koninkrijk werd de single goed ontvangen, en haalde de top 5; de single werd ook  NME's single van de week. Het nummer werd gespeeld bij Top of the Pops in mei 2001. Een favoriet onder fans ondanks het gebrek aan grootschalige radio uitzending, het nummer wordt nog regelmatig gespeeld in Radiohead's live concerten. De band beschouwt het nummer als een hoogtepunt in hun loopbaan. Volgens gitarist Ed O'Brien, zei Thom Yorke bij het horen van een vroege versie van de opname dat het "het beste wat we ooit opgenomen hebben" was.

## Geschiedenis van het nummer
"Pyramid Song" is een onaards aandoend, door piano gedreven muziekstuk met gezang en tekst door Yorke. Het nummer heeft een kenmerkend tijdsignatuur en bouwt op naar een climax vergezeld door Phil Selway's jazz-achtige percussie met syncopisch ritme. Er zitten ook strijkinstrumenten in, bespeeld door bandlid Jonny Greenwood, die er ook de ondes-Martenot in bespeelt. Colin Greenwood speelt contrabas in plaats van zijn gewoonlijke elektrische; O'Brien voegt subtiele elektrische gitaar toe bij live-versies. Yorke heeft gezegd dat "Pyramid Song" onder invloed is geweest van Charles Mingus zijn lied "Freedom". "Pyramid Song" is door Nigel Godrich samen met Radiohead geproduceerd.
Op verschillende momenten is “Pyramid song” ook “Egyptian Song” en “Nothing To Fear” genoemd, vanwege een zin in het refrein. Het nummer werd voor het eerst live gespeeld in 1999 op het Tibetan Freedom Concert in Amsterdam, dit hield een solo piano versie in van Thom Yorke. Daarna werd de volledige band versie een onderdeel van Radioheads concert tour in het jaar 2000, zowel voor en na Kid A werd uitgebracht. “Pyramid Song” was een van de meerdere nieuwe nummers die live gespeeld werden maar niet op dat album stonden, waarvoor sommigen de band bekritiseerden door te zeggen dat zij hun meest melodische materiaal weggelaten hadden. Oorspronkelijk bedoeld als een onderdeel van een serie singles, “Pyramid Song” en de andere nog niet uitgebrachte nummers (zoals “You and Whose Army?” en “Knives Out”) kwamen uiteindelijk samen als het volgende album Amnesiac, tezamen met ander materiaal dat opgenomen was tijdens de marathonsessies van Kid A. “Pyramid Song” was eigenlijk opgenomen tijdens deze periode, hoewel niet op Kid A terechtgekomen: bijvoorbeeld, de onderdelen die strijkinstrumenten bevatten zijn uitgevoerd door het Ochestra of St. John’s op dezelfde dag dat de strijkinstrumenten voor Kid A’s “How to Disappear Completely” (zowel als Amnesiac’s “Dollars & Cents") opgenomen werden. Wanneer “Pyramid Song” live gespeeld wordt zingt Yorke meestal de delen die normaal gesproken door de strijkinstrumenten worden gespeeld.

## Invloed op de tekst
De tekst van “Pyramid Song” is gezien als gebaseerd op De goddelijke komedie, hoewel Yorke ook het Tibetaanse boek der doden, het Egyptische boek der doden en Herman Hesse’s Siddhartha als andere inspiraties genoemd heeft.